# Crystal Bayat
Crystal Bayat (Kabul, 1997) es una activista social afgana y defensora de los derechos humanos conocida por sus protestas contra la toma del poder por los talibanes. Bayat, perteneciente a una minoría nativa de etnia gazni y chiita, creció la mayor parte de su vida en democracia y con cambios sociales positivos. Actualmente lucha para preservar los logros de los derechos humanos afganos como agente de cambio.

## Biografía
Bayat nació en Kabul y es miembro de la tribu Bayat, una minoría étnica turca. Su madre es ginecóloga y su padre trabaja para el Ministerio del Interior. Bayat se graduó del Daulat Ram College con una licenciatura en ciencias políticas en 2019. Tiene una maestría del Instituto de las Naciones Unidas en Delhi. En 2021, Bayat comenzó su doctorado en Gestión Política en la Universidad de Delhi, pero su programa se vio interrumpido debido a la toma del poder por los talibanes. Bayat recibió una beca del Consejo Indio de Relaciones Culturales.
Escribe para periódicos nacionales e internacionales; editó una columna de noticias y asuntos de actualidad en el periódico telemático Aleph & other Tales titulada "La chica con la bandera afgana".

## Activismo
Después de regresar de sus estudios  en la India a Afganistán en 2020, Bayat comenzó el grupo de reflexión sobre derechos civiles, Justice and Equality Trend, y la Crystal Charity Foundation, una organización benéfica de logística de derechos humanos. Participa activamente en las protestas contra los talibanes y advierte que "no han cambiado". Bayat se mantiene firme en su opinión de que los talibanes todavía no creen en la libertad y las demandas de los ciudadanos afganos, especialmente las mujeres, y que nadie ha hecho un esfuerzo honesto para hacerlos responsables".